# Mana (přítok Jeniseje)
Mana (rusky Мана), na horním toku Pravá Mana (rusky Правая Мана), je řeka v Krasnojarském kraji v Rusku. Je 475 km dlouhá. Povodí má rozlohu 9 320 km².

## Průběh toku
Pramení na Majském belogorjí ve Východních Sajanech. Na horním toku má charakter horské peřejnaté řeky. Na dolním toku je říční koryto značně členité s množstvím kamenů. Ústí zprava do Jeniseje.

## Vodní režim
Zdroj vody je smíšený s převahou sněhových srážek ale také velkou rolí srážek dešťových. Průměrný roční průtok vody ve vzdálenosti 44 km od ústí činí 98 m³/s. Zamrzá v první polovině listopadu a rozmrzá ve druhé polovině dubna až na začátku května.

## Využití
Vodní doprava je možná na dolním toku. Řeka je splavná pro vodáky. Nedaleko ústí se na pravém břehu nachází přírodní rezervace Stolby.